# 顳顬孔
顳顬孔是許多種羊膜動物的颅骨在顳部的特徵，有些動物會在眼眶後方的顳骨有兩側對稱的的孔，即為顳顬孔。以往曾用顳顬孔來追蹤爬蟲類的演化以及親緣關係。顳顬孔常見於恐龍以及其他蜥形纲動物（爬蟲類的總群，包鳥類）的頭骨化石中（不過也有例外）。

雙孔亞綱的頭顱，有上顳顬孔及下顳顬孔，在眼眶的後方

像爬蟲類中主要的雙孔亞綱，其特徵就是在頭顱兩側各有兩個顳顬孔，雙孔亞綱包括鳥類、鱷魚、蜥蜴、蛇、龜鱉目等。下颞顬孔（lateral temporal fenestra，lower temporal fenestra）就是位置較低的颞顬孔，上颞顬孔（supratemporal fenestra, upper temporal fenestra）則是位置較高的颞顬孔。有些爬蟲類（特別是恐龍）. 二個上颞顬孔之間的顳骨會比較薄，較薄骨頭下方的空間稱為顳上窩（supratemporal fossae）。
合弓綱（也包括哺乳動物）頭顱兩側各有一個顳顬孔，其下方有顴骨顳突和顳骨顴突所組成的颧弓。這個顳顬孔和下颞顬孔同源，早期合弓綱都可以清楚看到這個顳顬孔。在較晚期的合弓綱（犬齒獸亞目）裡，因著獸孔目顳顬孔的擴張，顳顬孔會和眼眶融合。大部份的哺乳動物都是已融合的組態。而靈長目在顳窩（Temporal fossa）以外的部位演化出一個孔洞。此一孔洞是由眶後棒（postorbital bar）演化而來，而簡鼻亞目演化出眶後間隔（postorbital septum）。
在20世紀的早期，爬行綱動物被分為四個亞綱，這是按物種的顳顬孔的形態、位置所定的分類。這些位於頭部兩側的下顳孔，可使下頜肌肉附著在上面，造成更有力的咬合。這傳統的分類持續用到1980年代晚期至1990年代被親緣分支分類法取代為止。